# 1905 en musique classique
| \| • Retour à la chronologie générale de la musique classique • \| |
| Grèce • Rome • Haut Moyen Âge • VIIIe siècle • IXe siècle • Xe siècle • XIe siècle XIIe siècle • XIIIe siècle • XIVe siècle • XVe siècle • XVIe siècle • XVIIe siècle XVIIIe siècle • XIXe siècle • XXe siècle • XXIe siècle |
| • Retour à la chronologie générale de la musique classique • |

| Années en musique classique : 1902 - 1903 - 1904 - 1905 - 1906 - 1907 - 1908    |
| Décennies en musique classique : 1870 - 1880 - 1890 - 1900 - 1910 - 1920 - 1930 |

## Événements

### Créations
- 10 janvier : la Symphonie no 3 de Franz Berwald est créée quarante ans après la mort du compositeur.
- 25 janvier : Pelléas et Mélisande d’Arnold Schönberg, créé à Vienne.
- 29 janvier : les Rückert-Lieder et les Kindertotenlieder de Mahler, créés à Vienne.
- 3 février : la Sonate pour violon et piano de Vincent d'Indy, créée par Armand Parent et le compositeur au piano.
- 5 février : le Concerto pour violoncelle no 2 de Camille Saint-Saëns, créé à Paris.
- 14 février : Chérubin, opéra de Jules Massenet, créé à l'Opéra de Monte-Carlo sous la direction de Léon Jehin.
- 15 février : le Concerto pour violon en la mineur de Glazounov, créé par la Société musicale russe de Saint-Pétersbourg et Leopold Auer, avec Glazounov à la direction.
- 18 février : Masques et L'Isle joyeuse de Debussy, créés à Paris (salle Pleyel) par Ricardo Viñes.
- 12 mars : Re Enzo, opéra comique de Respighi, créé au Teatro del Corso de Bologne.
- 16 mars :  Amica, opéra de  Pietro Mascagni, créé à l'Opéra de Monte-Carlo.
- 29 mai : la Symphonie no 3 d'Alexandre Scriabine, créée à Paris sous la direction d'Arthur Nikisch.
- 10 juillet : création de Madame Butterfly à Covent Garden avec Emmy Destinn et Enrico Caruso
- 12 septembre : Quatuor à cordes, dit 1905 d'Anton Webern.
- 2 octobre : Avant-hier matin, première opérette de Tristan Bernard.
- 8 octobre :  la Sinfonietta de Max Reger, créée à Essen sous la direction de Felix Mottl.
- 15 octobre : La Mer de Claude Debussy, créée par l'Orchestre Lamoureux sous la direction de Camille Chevillard.
- 9 décembre : Salome, opéra de Richard Strauss, créé à Dresde.
- 14 décembre : Hommage à Rameau (no 2 des Images pour piano) de Claude Debussy, créé aux « Soirées d'art » par Maurice Dumesnil.

Date indéterminée
- Publication de la Suite bergamasque, pièce pour piano de Claude Debussy.
- la Symphonie no 7 « Chant de la nuit » de Gustav Mahler (créée en 1908).

### Autres
- 11 mars : débuts de Vaslav Nijinski au Théâtre Mariinsky de Saint-Pétersbourg.
- 28 novembre : fondation de la Société des grands concerts de Lyon par Georges Martin Witkowski.
- Création du Conservatoire national de Montréal.
- Création de la Juilliard School à New York.

## Naissances

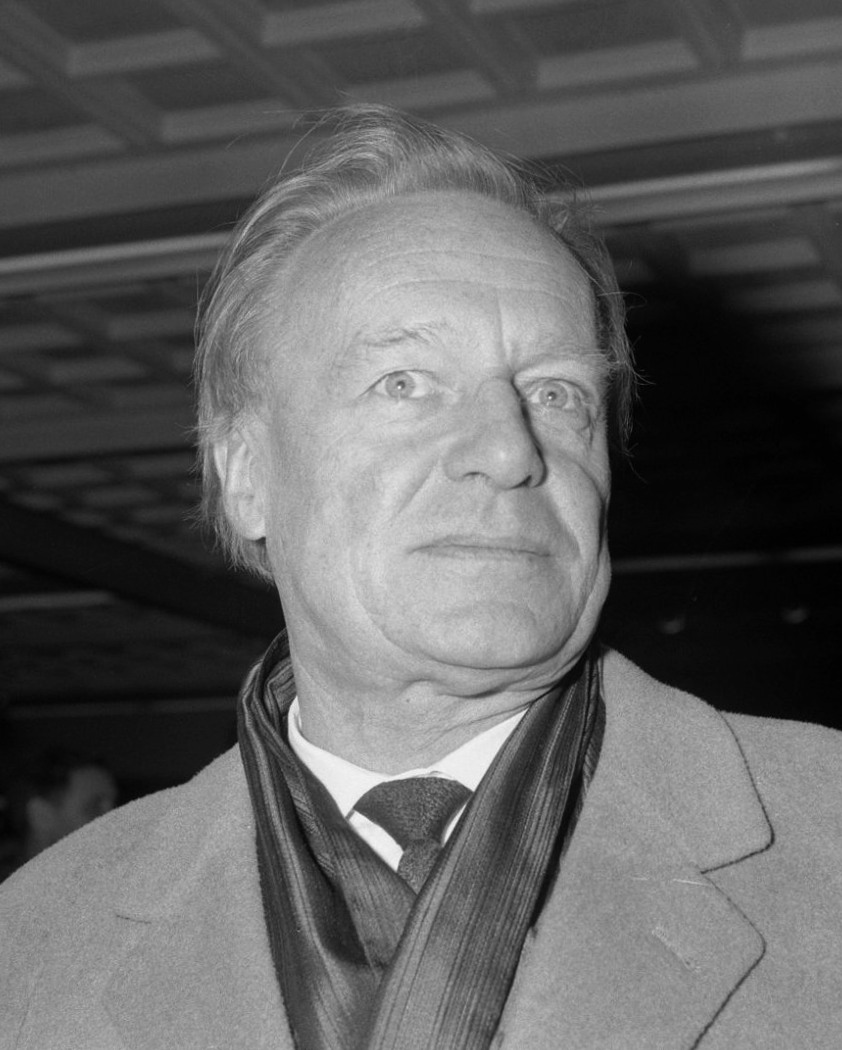
André Cluytens

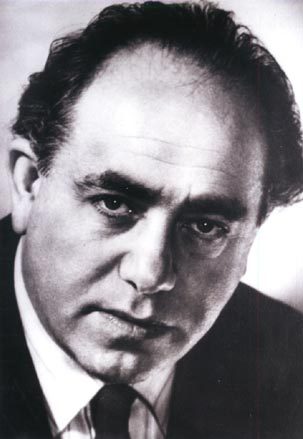
Eric Zeisl

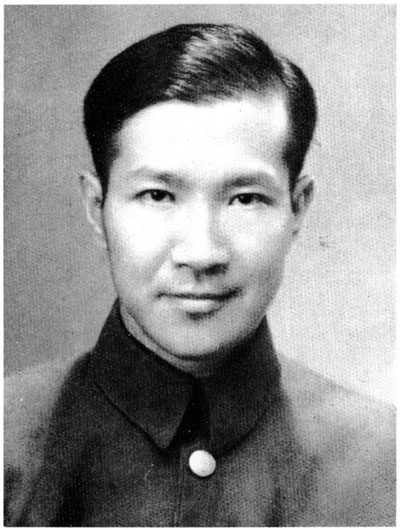
Xian Xinghai

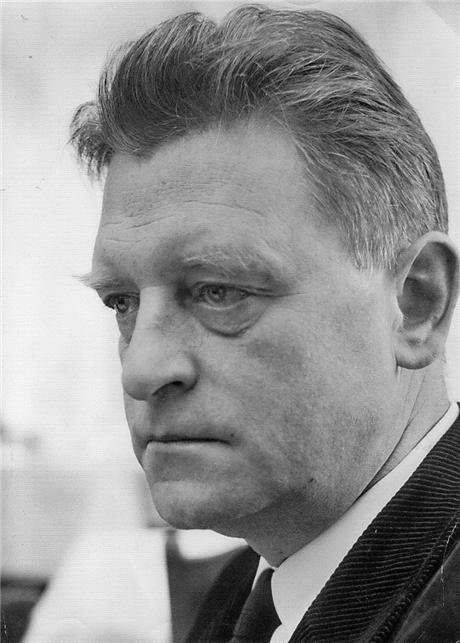
Dag Ivar Wirén

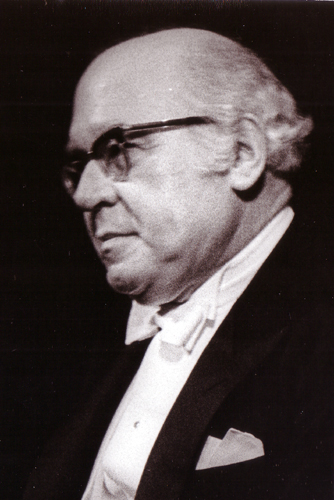
Ferenc Farkas

- 2 janvier : Sir Michael Tippett, compositeur anglais († 9 janvier 1998).
- 8 janvier : Giacinto Scelsi, compositeur et poète italien († 9 août 1988).
- 15 janvier : Karl Friedrich, chanteur lyrique autrichien († 8 avril 1981).
- 16 janvier : Ernesto Halffter, compositeur et chef d'orchestre espagnol († 5 juillet 1989).
- 25 janvier : Julia Smith, pianiste et compositrice américaine († 18 avril 1989).
- 26 janvier : Germaine Hoerner, cantatrice française soprano († 19 mai 1972).
- 7 février : Émile Passani, pianiste, chef de chœur et compositeur français († 18 avril 1974).
- 19 février : Doda Conrad, chanteur basse polonais naturalisé américain († 28 décembre 1997).
- 18 mars : John Kirkpatrick, pianiste américain († 8 novembre 1991).
- 26 mars : André Cluytens, chef d'orchestre franco-belge († 3 juin 1967).
- 4 avril : Eugène Bozza, chef d'orchestre et compositeur français († 28 septembre 1991).
- 20 avril : Nicholas Brodszky, compositeur russe († 24 décembre 1958).
- 23 avril : Georgi Zlatev-Cherkin, compositeur et pédagogue vocal bulgare († 29 mars 1977).
- 25 avril : 
  - Heinz Freudenthal, altiste et chef d'orchestre suédois († 29 mai 1999).
  - Bert Rudolf, compositeur autrichien († 6 novembre 1992).
- 27 avril : Philip Radcliffe, musicologue et compositeur anglais († 2 septembre 1986).
- 29 avril : Rudolf Schwarz, chef d'orchestre austro-britannique († 30 janvier 1994).
- 2 mai : Alan Rawsthorne, compositeur britannique († 24 juillet 1971).
- 5 mai : Maria Caniglia, soprano italienne († 16 avril 1979).
- 7 mai : George Stoll, musicien, chef d'orchestre, compositeur et violoniste américain († 18 janvier 1985).
- 18 mai : 
  - Theodor Berger, compositeur autrichien († 21 août 1992).
  - Eric Zeisl, compositeur et pédagogue († 18 février 1959).
- 29 mai : Fela Sowande, compositeur nigérian († 13 octobre 1987).
- 9 juin :
  - José Del Vala, ténor d'opéra français († 22 mai 1977).
  - Walter Kraft, organiste et compositeur allemand († 9 mai 1977).
- 13 juin : Xian Xinghai, compositeur chinois († 30 octobre 1945).
- 18 juin : Eduard Tubin, compositeur estonien († 17 novembre 1982).
- 22 juin : Walter Leigh, compositeur britannique († 12 juin 1942).
- 4 juillet : Marie-Thérèse Paquin, professeur et pianiste québécoise († 9 mai 1997).
- 7 juillet : Marcel Rubin, compositeur, chef d'orchestre, critique de musique autrichien († 12 mai 1995).
- 26 juillet : Georges Favre, musicologue et compositeur français († 1993).
- 30 juillet : Jeanne-Marie Darré, pianiste française († 26 janvier 1999).
- 2 août : Karl Amadeus Hartmann, compositeur allemand († 5 décembre 1963).
- 3 août : Édouard Kriff, chanteur d'opéra français († 29 mars 1966).
- 8 août : André Jolivet, compositeur français († 20 décembre 1974).
- 18 août : Peter Kreuder, compositeur, pianiste et chef d'orchestre autrichien († 28 juin 1981).
- 23 août : Constant Lambert, compositeur et chef d'orchestre britannique († 21 août 1951).
- 29 août : Eduardo del Pueyo, pianiste espagnol († 9 août 1986).
- 9 septembre : Vytautas Bacevičius, compositeur lituanien († 15 janvier 1970).
- 26 septembre : Yvonne Levering, pianiste, contralto, mezzo-soprano, récitante et professeur de musique belge († 1er mai 2006).
- 4 octobre : René Defossez, compositeur et chef d'orchestre belge († 20 mai 1988).
- 7 octobre : Antoine Geoffroy-Dechaume, musicologue, claveciniste, organiste et compositeur français († 15 avril 2000).
- 15 octobre : Dag Ivar Wirén, compositeur suédois († 19 avril 1986).
- 23 octobre : Alexandre Melik-Pachaïev, chef d'orchestre soviétique d'origine arménienne († 18 juin 1964).
- 24 octobre : Elizabeth Poston, compositrice et pianiste anglaise († 18 mars 1987).
- 7 novembre : William Alwyn, compositeur britannique († 12 septembre 1985).
- 12 novembre : Sólon Michailídis, compositeur, chef d'orchestre et musicologue chypriote († 10 septembre 1979).
- 14 novembre : August Wenzinger, violoncelliste et gambiste suisse († 25 décembre 1996).
- 27 novembre : Daniel Sternefeld, compositeur, professeur de musique et chef d'orchestre belge († 2 juin 1986).
- 1 décembre : Andrée Bonhomme, compositrice hollandaise († 1er mars 1982 (à 76 ans)).
- 5 décembre : Hanns Jelinek, compositeur et professeur de musique autrichien († 27 janvier 1969).
- 15 décembre : Ferenc Farkas, compositeur hongrois († 10 octobre 2000).
- 23 décembre : Amédée Borsari, compositeur français († 21 juin 1999).

Date indéterminée
- Margery Booth, mezzo-soprano et espionne britannique († 1952).
- Jean Clergue, compositeur et chef d'orchestre français († 1971).
- Alexander Preis, écrivain russe, auteur de nombreuses pièces de théâtre et de livrets d'opéra († 1942).
- Paul-Henri Vergnes, ténor français († 21 avril 1974].

## Décès

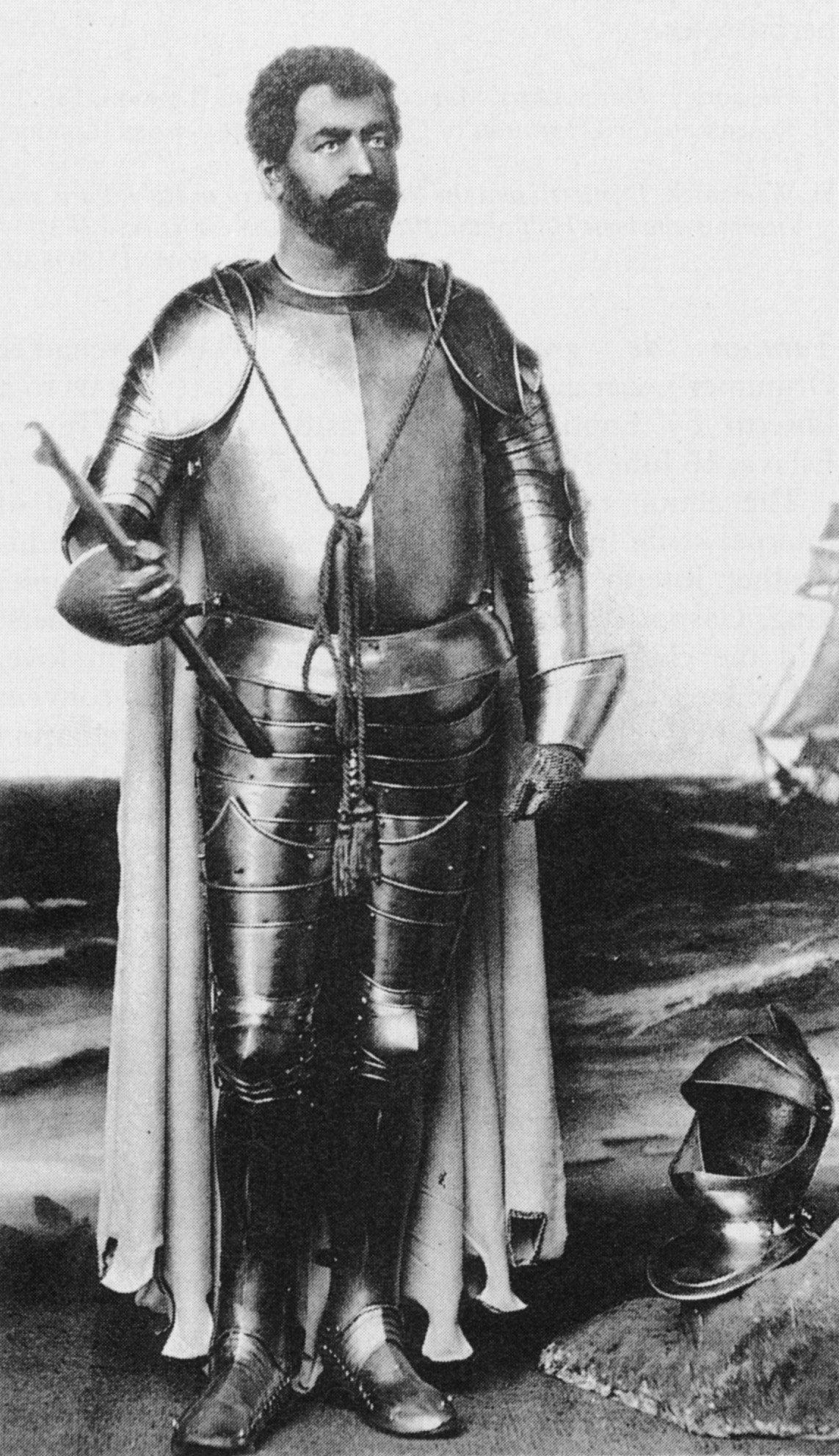
Francesco Tamagno dans le rôle d'Otello.

- 4 janvier : Theodore Thomas, chef d'orchestre allemand (° 11 octobre 1835).
- 15 janvier : Hugues Imbert, critique musical et musicographe français (° 11 janvier 1842).
- 14 février : Max Erdmannsdörfer, chef d'orchestre allemand (° 14 juin 1848).
- 16 mars : Alphonse Herman, compositeur et chef d'orchestre français (° 6 mars 1836).
- 23 avril : Anna de La Grange, soprano colorature et compositrice française (° 24 juillet 1825).
- 29 avril : Ignacio Cervantes, musicien cubain, pianiste et compositeur (° 31 juillet 1847).
- 5 mai : Ernst Pauer, pianiste, compositeur et professeur de musique autrichien (° 21 décembre 1826).
- 10 mai : Charles-Paul Turban, clarinettiste français (° 3 octobre 1845).
- 20 mai : Gérard Joseph Xhrouet, instrumentiste clarinettiste belge (° 18 janvier 1834).
- 21 mai : Émile Jonas, compositeur français (° 5 mars 1827).
- 31 mai : Franz Strauss, corniste et compositeur allemand (° 26 février 1822).
- 6 juin : Léon Jouret, musicologue et compositeur belge (° 17 octobre 1828).
- 10 juin : Joseph Merklin, facteur d'orgues allemand (° 17 février 1819).
- 30 juin : Friedrich Ladegast, facteur d'orgue allemand (° 30 août 1818).
- 16 août : Gabriel Soulacroix, baryton français (° 11 décembre 1853).
- 31 août : Francesco Tamagno, ténor italien, créateur du rôle d’Otello, de Giuseppe Verdi (° 28 décembre 1850).
- 22 septembre : Célestine Galli-Marié, mezzo-soprano française (° novembre 1840).
- en octobre : Carolina Sannazzaro, soprano italienne (° 1825)
- 6 octobre : Madeleine Jaeger, pianiste, compositrice et pédagogue française (° 16 août 1868).
- 10 novembre : Jules Danbé, violoniste, chef d'orchestre et compositeur français (° 16 novembre 1840).

Date indéterminée
- Caroline Lefebvre, artiste lyrique française (° 21 décembre 1828).
- Angelo Mascheroni, chef d'orchestre, compositeur, pianiste et pédagogue italien (° 1855).